# 若獅子神社
若獅子神社（わかじしじんじゃ）は静岡県富士宮市にある神社で、陸軍少年戦車兵の教官、生徒六百有余を祭神として祀る。

## 概要
昭和40年（1965年）12月、陸軍少年戦車兵学校の跡地に戦没同窓生の慰霊・顕彰のため若獅子の塔を建立したのを起源とし、昭和59年（1984年）10月に神社を創建。

## 若獅子の塔

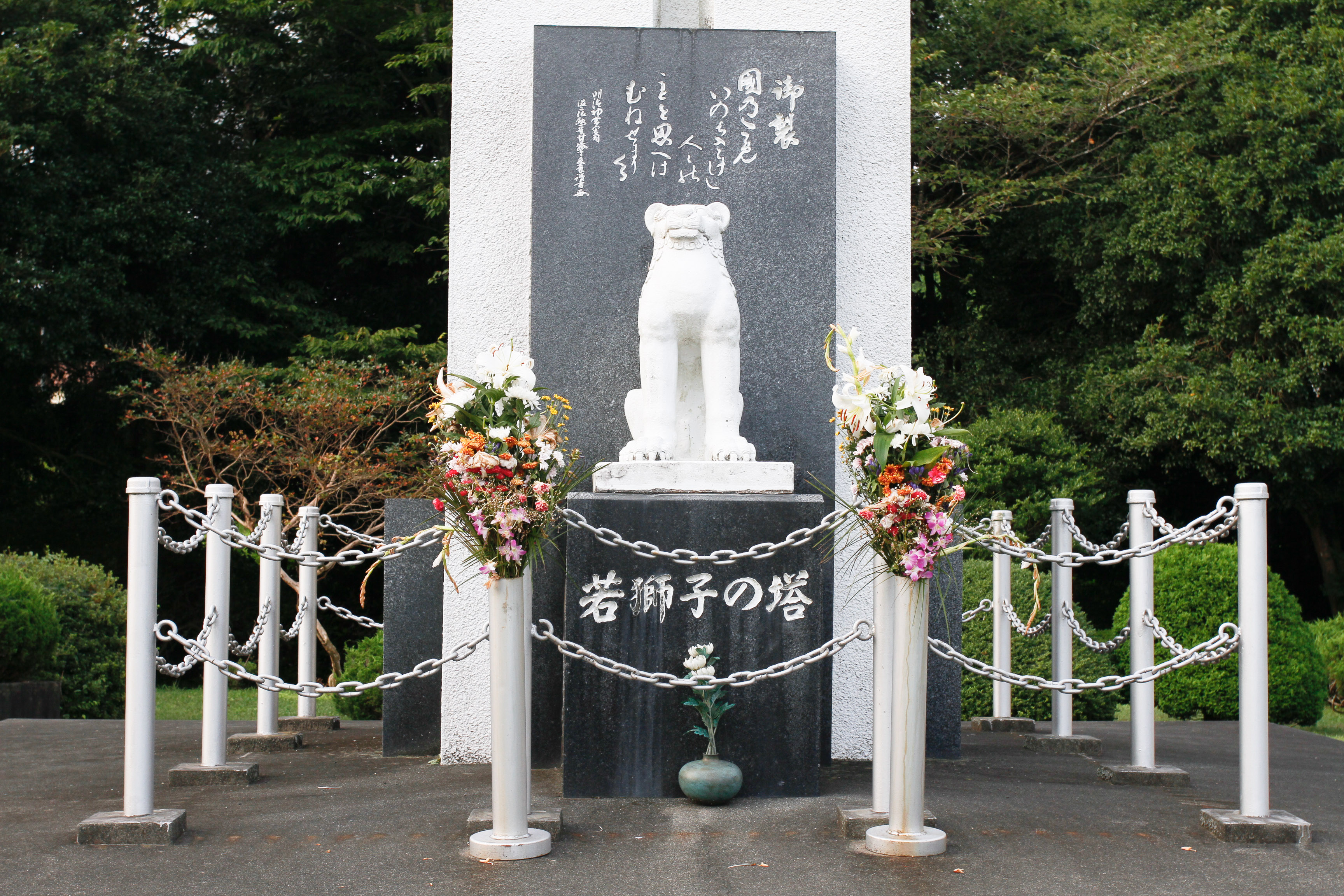
若獅子の塔

御霊の慰め、平和を祈念といった思いから、陸軍少年戦車兵学校同窓生ほか支援者により建立された塔。「若獅子」とは、戦時中の少年戦車兵の愛称である。若獅子の塔は金沢庸治の設計、若獅子の像は日本芸術院賞受賞者の内藤春治の製作による。
毎年8月15日には、「みたま祭」が行われる。

## 帰還戦車

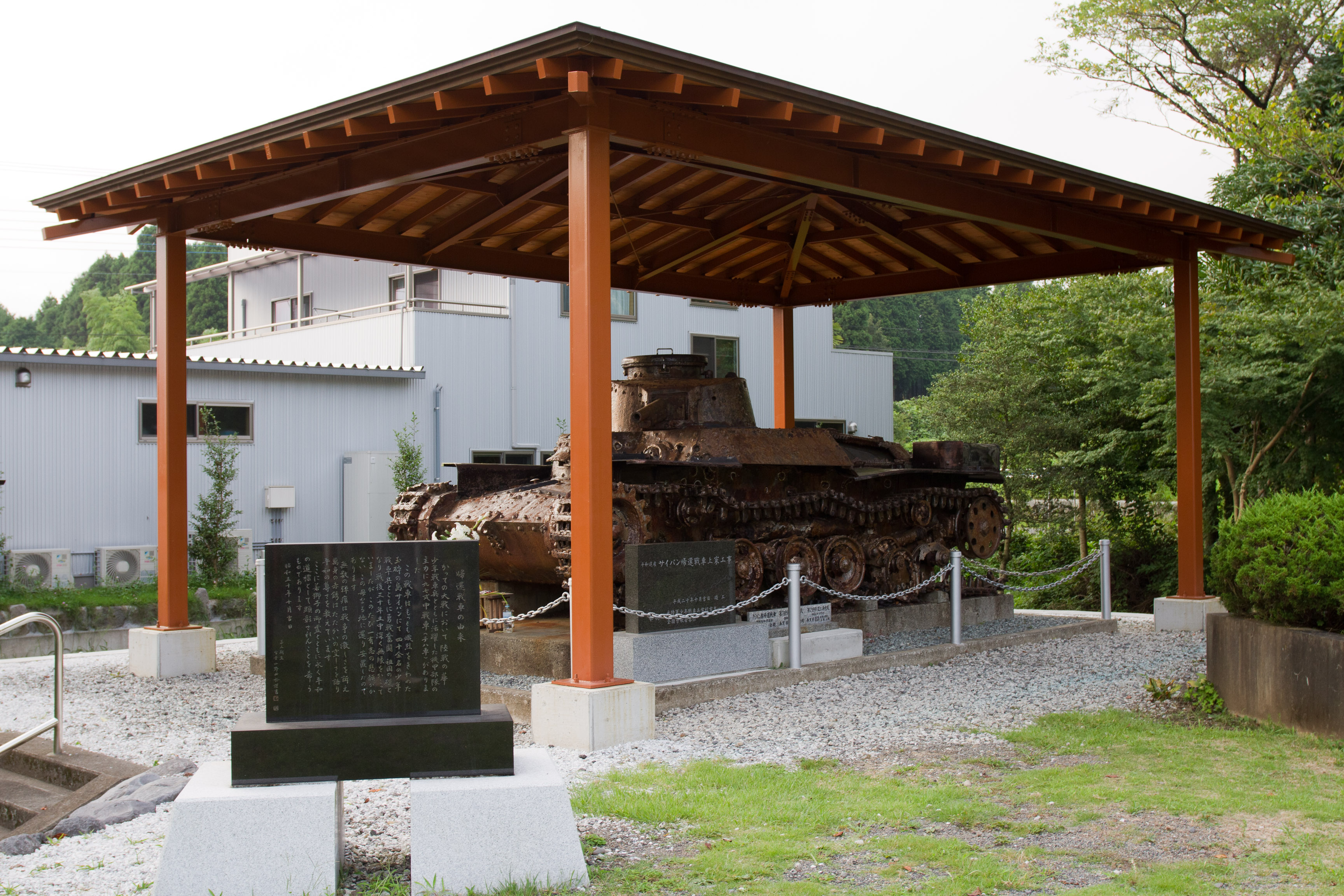
安置されるサイパン帰還戦車

機甲部隊の主力としてサイパンの戦いにて使用された九七式中戦車（チハ車）が置かれている。昭和51年（1976年）夏に発見されたこの戦車は、戦後30年余りが経ち、この地に安置された。サイパンの戦いで戦死した40余名の少年戦車兵への追悼の願いが込められている。
車体には貫通した弾の跡が各所に見られ、激戦の跡を物語っている。発見時、車内から二振の日本刀と人骨が発見された。人骨はその後の調査で、戦車第九連隊第三中隊砲手 鈴木正軍曹と判明し、遺族に返還された。
なお、同じく戦車第九連隊所属で、同時期に帰還したもう1輌は現在、靖国神社の遊就館に修復され展示されている。